# Seznam lidí, kteří pomáhali Židům za druhé světové války
Toto je seznam lidí, kteří pomáhali Židům přežít během holokaustu za druhé světové války. Často bývají označováni jako „zachránci“. Tento seznam není vyčerpávající. Postihuje pouze ty nejznámější osudy a osoby, které zachránily největší počet Židů před smrtí. Jad vašem – památník holokaustu v Izraeli uděluje ocenění Spravedlivý mezi národy lidem, kteří nezištně pomáhali druhým a sami přitom riskovali vše. V současné době je takto oceněných více než 20 tisíc, přičemž ale řada lidí pomáhajících Židům doposud oceněna nebyla.

## Země
Albánie chránila a ukrývala nejen své židovské obyvatele, ale také stovky židovských uprchlíků z okolních zemí (Srbska, Řecka a Rakouska), i když některé z těchto zemí s tím nesouhlasily. V roce 1997 byl albánský muslim Shyquiry Myrto vyznamenán za záchranu mnoha Židů organizací Liga proti pomluvám cenou „Odvaha pomáhat“, která byla předána jeho synovi Arianu Myrtovi.
Belgie spolupracovala jen velice neochotně s nacistickými okupanty, zejména na úrovni místních samospráv docházelo ze strany úředníků k ničení archivů a sabotování registrace osob židovského původu, což v celkovém výsledku zachránilo podstatnou část belgické židovské komunity (přibližně polovinu z 50 000)
Bulharsko sice vydalo židovské utečence, ale odmítlo vydat 48 000 svých židovských občanů
Dánsko zachránilo okolo 7000 Židů, když je v roce 1943 propašovalo v rybářských lodích do Švédska.
Finsko odmítalo opakované německé žádosti o deportaci Židů do Německa s diplomatickou odpovědí: „Finsko nemá žádný židovský problém.“, či konstatováním „U nás nemáme žádné Židy, jen Finy.“
Polsko - polská exilová vláda založila v okupovaném Polsku působící podzemní organizaci Żegota, která ve spolupráci s katolickou církví a běžnými občany zachránila několik tisíc Židů.
Vatikán vyvinul rozsáhlé diplomatické úsilí ve prospěch Židů a stovkám z nich poskytl azyl na svém území

## Vesnice
Le Chambon-sur-Lignon – francouzská vesnice, která zachránila 5000 Židů
Markowa – polská vesnice, která zachránila 17 Židů
Tršice – česká vesnice, která zachránila několik Židů
Nieuwlande – holandská vesnice, která kolektivně zachránila více než 100 Židů.

## Vedoucí představitelé a diplomaté
Per Anger – švédský diplomat v Budapešti, který přišel s nápadem provizorních švédských pasů, které společně s Raoulem Wallenbergem rozdávali maďarským Židům, aby je ochránili před zatčením a deportací. Takto zachránili tisíce lidí.
Władysław Bartoszewski – jeden z vedoucích představitelů podzemní polské organizace Rada pomocy Żydom.
Jacob Bernadout – britský diplomat v Dominikánské republice, který vydával německým Židům víza do této země. Pouze 16 rodin nakonec docestovalo do Dominikánské republiky, kde založili židovskou komunitu. Ostatní zmizeli po cestě v Anglii, USA a dalších zemích.
Hiram Bingham IV – americký vicekonzul v Marseiile v letech 1940-1941. Pomáhal emigrovat Židům do USA a také mnohé ukrýval ve svém domě.
Varian Fry – americký novinář, který zachránil až 4000 Židů. Spolupracoval s Hiramem Binghamem. Mezi těmi, které zachránil byly známé osobnosti, např.: Marc Chagall, Heinrich Mann, Lion Feuchtwanger, Hannah Arendtová, André Breton ad.
Frank Foley – britský agent MI6, který pracoval pod krycí identitou úředníka velvyslanectví v Berlíně v oddělení výdeje pasů a víz. Zachránil až 10 000 Židů.
Albert Göring – německý obchodník, který pomáhal Židům a disidentům přežít v Německu. Je ironií osudu, že byl bratr Hermanna Göringa.
Paul Grüninger – švýcarský policejní důstojník, který falšoval dokumenty pro 3000 uprchlíků, kteří tak mohli utéct z Rakouska po anšlusu.
Wilm Hosenfeld – německý důstojník, který pomáhal mnoha Židům, mezi jinými i polskému klavíristovi Wladyslawu Szpilmanovi.
Jan Karski – polský vyslanec podzemní organizace Armia krajowa u spojenců. Očitý svědek holokaustu.
Necdet Kent – turecký generální konzul v Marseille, který zaručil stovkám Židů turecké státní občanství. Jednou dokonce vstoupil dobrovolně do vlaku mezi deportované Židy, který směřoval do Osvětimi aby zachránil 70 Židů, kterým udělil turecké státní občanství.
Zofia Kossak-Szczucka – polská zakladatelka podzemní organizace Rada pomocy Żydom.
Carl Lutz – švýcarský konzul, který řídil emigraci mnoha tisíc Židů do Palestiny.
Aristides Sousa Mendes - portugalský diplomat, vydal přes zákaz své vlády víza asi 30 000 osobám, zejména Židům
Luiz Martins de Souza Dantas - brazilský diplomat ve Francii, který zařídil víza pro několik židovských a jiných menšin pronásledovaných nacisty.
Giorgio Perlasca - italský obchodník, který se vydával za španělského konzula v Budapešti a zachránil až 5000 lidí.

## Představitelé církví
Chrysostomos - Metropolita ostrova Zakynthos, který když dostal příkaz od okupačních sil, aby sepsal seznam všech Židů na ostrově, sepsal dokument obsahující pouze dvě jména: své a místního starosty. Všech 275 Židů na ostrově tak bylo zachráněno.
Damaskinos z Athén – arcibiskup Athén za doby německé okupace Řecka. Oficiálně protestoval proti deportacím Židů a neoficiálně přikázal chrámům ve své diecézi, aby vystavovali Židům křestní listy. Tak zachránil mnoho Židů z Athén a okolí.
Alfred Delp - jezuita, agent, který pomáhal Židům k útěku do Švýcarska, když pracoval v Mnichově. Také patřil do Kreisauského kroužku.
bl. Pavel Peter Gojdič - řeckokatolický eparcha prešovský
sv. Maxmilián Kolbe - polský františkánský mnich a mučedník
Pia Leśniewska - generální představená šedých uršulinek
Bernhard Lichtenberg – německý katolický kněz berlínské katedrály, který byl deportován do koncentračního tábora Dachau, protože se modlil za Židy při večerních pobožnostech.
Ludwika Lisówna - generální představená klarisek, její řád zachránil celkem asi 500 dětí a 150 dospělých, které ukryl.
Hugh O'Flaherty - irský kněz, který zachránil okolo 4000 spojeneckých vojáků a Židů. Známý z amerického filmu Šarlatový a černý
Giuseppe Maria Palatucci - biskup z Campagna, spolu se synovcem Giovannim Palatuccim zachránili přes 5000 Židů
Pius XII. - papež, mimo diplomatického úsilí ve prospěch Židů pro ně otevřel brány Vatikánu a jeho extrateritoriálních území a katolických klášterů
Angelo Giuseppe Roncali - apoštolský nuncius pro Turecko a Řecko zabránil vydání židovských uprchlíků zpět do Německa
Angelo Rotta - apoštolský nuncius pro Maďarsko, spolu s dalšími diplomaty intervenoval za Židy a poskytoval jim materiální pomoc a falešná křestní osvědčení, ochranné listy, pasy a víza
sestry Institutu Sester sociální pomoci, nejznámější jsou generální představená Margita Slachtová a ředitelka budapešťského Domova pro pracující ženy, sestra Sára Salkaházi, která byla za pomoc Židům zavražděna šípovými kříži
Alojzije Stepinac - záhřebský arcibiskup v době Nezávislého státu Chorvatsko. I přes veřejná vystoupení proti pronásledování Židů a Srbů, kterým mnohdy pomáhal uniknout, byl odsuzován za spolupráci s režimem. Za toto příkoří byl ospravedlněn blahořečením v roce 1998.
Andrej Šeptyckyj – metropolitní arcibiskup ukrajinské Řeckokatolické církve, který poskytl útočiště stovkám Židů ve své rezidenci a mnoha klášterech. Je znám také svým pastoračním listem “Nezabiješ” sepsaným jako protest proti nacistickým praktikám.
Stefan ze Sofie – sofijský arcibiskup a bulharský exarcha.
André a Magda Trocmé – francouzský pastor a jeho žena, kteří řídili hnutí ve vesnici Le Chambon-sur-Lignon, které zachránilo 3000-5000 Židů.
László Michnay - maďarský kazatel církve adventistů s.d. Tiskem i ústním projevem vyzýval k aktivní pomoci, sám schovával více než 50 Židů, kteří přežili holokaust.
Zoltán Kubinyi - maďarský adventista. Jako důstojník židovského pracovního praporu osvobodil asi 140 židovských vězňů, sám ale zemřel v sibiřském pracovním táboře.

## Soukromé osoby
Albert Bedane – ukrýval židovské uprchlíky
Victor Bodson – pomáhal Židům utéct z Německa podzemní cestou v Lucembursku.
Corrie ten Boom – zachránila mnoho Židů v Holandsku, byla deportována do koncentračního tábora Ravensbrück
Stefania Podgorska Burzminski a Helena Podgorska – ve věku 16 (a 7 let) propašovali třináct Židů při likvidaci Varšavského ghetta.
Charles Coward – britský důstojník, který propašoval přes 400 Židů z pracovního tábora Auschwitz III-Monowitz.
Miep Giesová, Jan Gies, Bep Voskuijl, Victor Kugler a Johannes Kleiman ukrývali dva roky Anne Frankovou a sedm dalších Židů v Amsterodamu.
Alexandre Glasberg – ukrajinsko-francouzský kněz, který pomohl stovkám Židů uniknout před deportacemi.
Friedrich Kellner – justiční vyšetřovatel, který pomohl Juliu a Lucii Abtovým a jejich synovi utéct z Laubachu.
Stanislaw Kielar – ukrýval dvě dívky z rodiny Reisenbachových.
Janis Lipke z Litvy zachránil okolo 40 Židů před nacisty v Rize.
Heralda Luxin – mladá žena, která ukrývala židovské dítě ve svém sklepě.
Józef a Stefania Macugowscy ukrývali šest členů rodiny Radzovských a několik dalších lidí v polské obci Nowy Korczyn.
Shyqyri Myrto – albánský zachránce Jozefa Jakoela a jeho sestry Keti.
Dorothea Neffová – rakouská divadelní herečka, která ukrývala svou židovskou přítelkyni Lilli Schiff.
Algoth Niska – finský tulák a pašerák alkoholu, pašoval Židy přes Baltské moře.
Irene Gut Opdyke – Polka, která ukryla 12 Židů.
Giovanni Palatucci - italský policejní důstojník zodpovědný za registraci uprchlíků ve Fiume a přilehlých oblastech. Skartoval materiály více než 5000 Židů a ty buďto nechal s falešnými pasy uprchnout, nebo je odklidil do bezpečných táborů v Itálii. Byl dopaden a zemřel v konc. táboře Dachau.
Jaap Penraat – holandský architekt, který padělal dokumenty pro Židy a pomohl mnohým utéct do Španělska.
Tim Pickert – zachránil mnoho Židů z ghet v Krakově tím, že je ukrýval na svém mlýnu 23 km severozápadně od Haagu.
Nicolaus Rossini – pomohl mnoha židovským sirotkům. Byl popraven v Krakově.
Irena Sendlerová - vedoucí dětského oddělení organizace Rada pomocy Żydom, v katolických rodinách a klášterech ukryla přes dva tisíce dětí, které tajně vyvezla z Varšavského gheta.
Oskar Schindler - rakouský podnikatel, ve svých továrnách shromažďoval a ochraňoval Židy
Suzanne Spaak – patřící k bohatým kruhů zachraňovala židovské děti ve Francii.
Marie Taquet-Martens a major Emile Taquet – ukryli okolo 75 židovských dětí v domově pro postižené v Jamoigne-sur-Semois v Belgii
Raoul Wallenberg - švédský bankéř, zachránil tisíce maďarských Židů - po dobytí Budapešti Rudou armádou unesen a posléze patrně zavražděn NKVD
Gabrielle Weidner a Johan Hendrik Weidner – uprchlická síť, ve které se zachránilo 800 Židů.
Sir Nicholas Winton - organizoval v Praze a Vídni odjezd dětských vlaků do Anglie. Zachránil takto několik stovek židovských dětí.
JUDr. Rudolf Štursa, právník, a Martin Jan Vochoč, starokatolický kněz, v Praze - křtili Židy na žádost a vydávali jim křestní listy, dohromady vydali kolem 1500.
Antonín Kalina - československý občan, člen KSČ, vězněný během druhé světové války z politických důvodů v koncentračním táboře Buchenwald. Zachránil na 900 židovských dětí v závěru války.